# Deense parlementsverkiezingen 2007
De Deense parlementsverkiezingen (Folketingsvalget) van 2007 werden op 13 november gehouden voor het Deense eenkamerparlement, het Folketing.
Voor de 66e maal trok het Deense publiek naar de stembus, de Deense minister-president Anders Fogh Rasmussen maakte de datum bekend op 24 oktober 2007. De verkiezingen werden veel vroeger gehouden dan de Deense wetgeving voorschreef; normaalgezien is dit 4 jaar na de vorige verkiezingen; wat 8 februari 2009 zou betekenen.
Rasmussen gaf als uitleg aan het Deense volk dat de verkiezingen vroeger gehouden worden dan de oorspronkelijke datum om het parlement de tijd en de kans te kunnen geven op een ongestoorde manier aan belangrijke thema's te werken zonder dat men lang moet gaan zitten wachten op de verkiezingen van 2009. De toenmalige regering zat wat in het slop en de coalitie was volgens de zittend premier vastgeroest. Vooral Rasmussens partij gooide het op de economische thema's.

## Centrale thema's
Verschillende thema's werden genoemd als centraal thema. De economie, belastingen, immigratie en het nationale gezondheidssysteem stonden bovenaan het lijstje. De verkiezingen werden ook als reden genoemd voor het falen van Rasmussens pro-europa-debat en het voorstander zijn van het hervormingsverdrag voor de Europese Unie. Ook dit laatste fenomeen woog zwaar, aangezien het Deense volk Europa nooit met open armen heeft ontvangen.

## Uitslagen
| Partijen                                                    | Partijleiders          | Stemmen | Percentage | Zetels |
| ----------------------------------------------------------- | ---------------------- | ------- | ---------- | ------ |
| Denemarken                                                  |                        |         |            |        |
| Sociaal Democraten (Socialdemokraterne) (A)                 | Helle Thorning-Schmidt | 849.481 | 25,3       | 46     |
| Sociaal Liberale Partij (Det Radikale Venstre) (B)          | Margrethe Vestager     | 180.218 | 5,4        | 10     |
| Conservatieve Volkspartij (Det Konservative Folkeparti) (C) | Bendt Bendtsen         | 358.168 | 10,7       | 19     |
| Socialistische Volkspartij (Socialistisk Folkeparti) (F)    | Villy Søvndal          | 439.762 | 13,1       | 24     |
| Christendemocraten (Kristendemokraterne) (K)                | Bodil Kornbek          | 28.537  | 0,8        | 0      |
| Deense Volkspartij (Dansk Folkeparti) (O)                   | Pia Kjærsgaard         | 883.868 | 26,3       | 47     |
| Liberalen (Venstre) (V)                                     | Anders Fogh Rasmussen  | 474.773 | 14,1       | 25     |
| Nieuwe Alliantie (Ny Alliance) (Y)                          | Naser Khader           | 79.285  | 2,4        | 4      |
| Rood-Groene Alliantie (Enhedslisten) (Ø)                    | Collectief leiderschap | 64.001  | 1,9        | 0      |
|                                                             |                        |         |            |        |
| Subtotaal                                                   | Subtotaal              |         |            | 175    |
| Faeröer                                                     |                        |         |            |        |
| Volkspartij (Fólkaflokkurin)                                | Jørgen Niclasen        |         |            |        |
| Republikeinse Partij (Tjóðveldisflokkurin)                  | Høgni Hoydal           |         |            |        |
|                                                             |                        |         |            |        |
| Subtotaal                                                   | Subtotaal              |         |            | 2      |
| Groenland                                                   |                        |         |            |        |
| Vooruit (Siumut)                                            | Hans Enoksen           |         |            |        |
| Inuit Minderheden (Inuit Ataqatigiit)                       | Josef Motzfeldt        |         |            |        |
|                                                             |                        |         |            |        |
| Subtotaal                                                   | Subtotaal              |         |            | 2      |
|                                                             |                        |         |            |        |
| Totaal                                                      | Totaal                 |         |            | 179    |

### Afgehaakte partijen
De Centrum-Democraten haalden tussen de 2,000 a 3,000 handtekeningen te weinig om aan de benodigde 20,000 handtekeningen te geraken en moesten afhaken. De Liberalen haalden 5,000 handtekeningen op en konden ook niet meedoen. Het Deense ministerie van Binnenlandse zaken en Gezondheid heeft 70 partijen geregistreerd staan, maar deze wisten bij lange na niet allemaal het benodigde aantal handtekeningen op te halen.

## Opiniepeilingen
Dit is een verzameling van nationale publieke opiniepeilingen gehouden op het Deense vasteland. 

### Per logische regeringscoalitie
Aangaande een coalitie de meerderheid van het aantal zetels heeft, de helft plus 1, komt dit neer op 88 zetels. Soms komt het voor dat men kleine, lokale partijen vanuit de Deense koloniën nodig heeft om op dit aantal te komen, in de geschiedenis is dit niet ongewoon gebleken.
1849 · 1852 · 1853 (I) · 1853 (II) · 1854 · 1855 · 1858 · 1861 · 1864 · 1866 (jun) · 1866 (okt) · 1869 · 1872 · 1873 · 1876 · 1879 · 1881 (I) · 1881 (II) · 1884 · 1887 · 1890 · 1892 · 1895 · 1898 · 1901 · 1903 · 1906 · 1909 · 1910 · 1913 · 1915 · 1918 · 1920 (I) · 1920 (II) · 1920 (III) · 1924 · 1926 · 1929 · 1932 · 1935 · 1939 · 1943 · 1945 · 1947 · 1950 · 1953 (I) · 1953 (II) · 1957 · 1960 · 1964 · 1966 · 1968 · 1971 · 1973 · 1975 · 1977 · 1979 · 1981 · 1984 · 1987 · 1988 · 1990 · 1994 · 1998 · 2001 · 2005 · 2007 · 2011 · 2015 · 2019 · 2022